# Museo Entomológico y de Historia Natural de Vicuña
El Museo Entomológico y de Historia Natural de Vicuña, es un museo privado, inaugurado el día 12 de agosto de 1994, enfocado en las ciencias biológicas e historia natural, ubicado en la comuna chilena de Vicuña, Región de Coquimbo. En su interior alberga un total de 26.000 especímenes, entre especies disecadas, fósiles y taxidermia, principalmente de insectos, moluscos y aves. Está considerada la colección privada de insectos más prominente del país. La muestra exhibe tanto especies de Chile, particularmente los de dicha región, como así también de otras latitudes de América Latina, incluidas especies de climas tropicales.